# ミット・チャイバンチャー
ミット・チャイバンチャー（タイ語: มิตร ชัยบัญชา、Mitr Chaibancha, 1934年1月28日 - 1970年10月8日）は、タイ王国の俳優、映画監督。

## 来歴
タイ王国ペッチャブリー県で生まれた。タイ空軍の軍人であり、1956年に俳優として業界に入った。タイ映画界のトップ俳優として、生涯に266本の映画作品に出演した。1970年10月8日にヘリコプターを使った映画場面の撮影中に事故死した。

## 出演作品
- Chao Nak Leang（1965年）
- Pet Tad Pet（1966年）
- Nguen Nguen Nguen（1967年）
- Monrak luk thung（1970年）
- Insee thong（1970年）

## 参照
1. ↑  https://www.thairath.co.th/person/3607
2. ↑  http://www.hkflix.com/xq/asp/filmID.535159/qx/details.htm
3. 1 2  Mitr Chaibancha ThaiWorldView.com.
4. ↑  Mitr Chaibancha IMDb. 2021年4月14日閲覧。
5. ↑  รำลึกครบรอบเสียชีวิต 48 ปี "มิตร ชัยบัญชา" By Nation TV. 2021年4月14日閲覧。